# Луис Игнасио Франсиско де Борха-и-Сентельес
Луис Игнасио Франсиско де Борха-и-Сентельес (исп. Luis Ignacio Francisco de Borja y Centellas; 28 июля 1673, Гандия — 29 января 1740, Мадрид) — испанский дворянин и придворный, 11-й герцог Гандия, 9-й маркиз де Ломбай, 11-й граф Олива, 3-й маркиз Нулес и граф Сентельес, 3-й маркиз Кирра на Сардинии, принц Эскилаче.

## Биография
Родился 28 июля 1673 года в герцогском дворце в Гандии. Второй сын Паскуаля Франсиско де Борха, 10-го герцога Гандии (1653—1716), и его жены Хуаны Фернандес де Кордова (? — 1720). Он был крещен 31 июля того же года в коллегиальной церкви Гандии. Его крестными были дядя Мельчор Висенте де Борха и Сентельес.
5 июля 1701 года Луис Игнасио Франсиско де Борха был пожалован в рыцари Ордена Монтесы.
8 декабря 1716 года после смерти своего отца Луис Игнасио Франсиско де Борха унаследовал родовые титулы и владения, став 11-м герцогом Гандия.
В марте 1717 года новый герцог Гандия получил в управлением энкомьенду Кальсадилья в Ордене Сантьяго (королевский указ был подписан 5 августа 1717 года). В сентябре 1717 года он передал свои полномочия Бартоломе Наварро в управлении энкомьендой Кальсадилья.
2 марта 1717 года герцог Гандия получил в Королевском дворце Мадрида титул гранда Испании 1-го класса. В 1722 году он назначен камер-юнкером инфанта Луиса и занимал эту должность до 1724 года. С 1729 года — камергер и главный конюший инфанта Фердинанда и главный дворецкий его жены, принцессы Барбары Португальской. В 1738 году король Филипп V наградил его Орденом Святого Януария.
После смерти в 1728 году без наследства своей тети Марии Антонии Пиментель Идиакес де Борха, герцог Гандия унаследовал поместья Маяльде и Фикальо.
29 января 1740 года герцог Гандии скончался в королевском дворце Эль-Пардо в возрасте 66 лет. Ему наследовала его старшая сестра, Мария Ана Антония де борха и Сентельес Фернандес де Кордова (1676—1748), которая была замужем с 1694 года за Луисом Франсиско де Бенавидесом-и-Арагоном, 4-5-м маркизом Солера, а с 1718 года — вторым браком за Хуаном Мануэлем Лопесом де Суньига-и-Кастро, 11-м герцогом Бехаром.
В апреле 1694 года Луис Игнасио Франсиско де Борха женился в Мадриде на Розалии Бернарде де Бенавидес-и-Арагон (? — 1 марта 1734), второй дочери Франсиско де Бенавидеса-и-де-ла Куэва Давила-и-Корелья, 9-го графа Сантистебан-дель-Пуэрто (1640—1716), и его жены, Франсиски де Арагон и Сандовал, дочери герцога Кардоны.